# Wysznopil (obwód czerkaski)
Wysznopil (ukr. Вишнопіль) – wieś na Ukrainie, w obwodzie czerkaskim, w rejonie zwinogródzkim, w hromadzie Talne. W 2001 liczyła 1140 mieszkańców, spośród których 1117 wskazało jako ojczysty język ukraiński, 16 rosyjski, 1 białoruski, a 5 ormiański. W 2019 liczyła 864 mieszkańców.